# Scardamia percitraria
Scardamia percitraria là một loài bướm đêm trong họ Geometridae.